# Griesheim-près-Molsheim

Griesheim-près-Molsheim este o comună în departamentul Bas-Rhin, Franța. În 1 ianuarie 2022 avea o populație de 2.341 de locuitori.